# Kingston (Wight)
Kingston – wieś w Anglii, na wyspie Wight. Leży 9 km na południe od miasta Newport i 129 km na południowy zachód od Londynu.